# Thoracocarpus bissectus
Thoracocarpus bissectus là một loài thực vật có hoa trong họ Cyclanthaceae. Loài này được (Vell.) Harling miêu tả khoa học đầu tiên năm 1958.